# 印尼新鰻鯰
印尼新鰻鯰，為輻鰭魚綱鯰形目鰻鯰科的其中一種，分布於新幾內亞中南部的淡水流域，體長可達37.5公分，為底棲性魚類，喜歡在水質清澈、水流湍急的山區溪流、深潭，屬肉食性，生活習性不明。

## 擴展閱讀
維基物種上的相關：印尼新鰻鯰